# Altınyazı (Mucur)
Altinyazi (Altınyazı) est un village dans la province de Kırşehir en Turquie. Il y a environ 220 personnes dans le village. Le village fait partie du district de Mucur.